# Лахонин, Виктор Тимофеевич
Виктор Тимофеевич Лахонин (1914 — 26 января 1980 Москва, СССР) — советский футболист, Заслуженный мастер спорта, тренер. Большую часть карьеры провёл в составе московского «Локомотива».

## Биография
Родился в городе Лосиноостровск, где в 1926 году и начал заниматься футболом. До 1934 года играл в местной любительской команде «Заря коммуны».
В 1935 году он перешёл в московскую «Казанку», предшественницу «Локомотива», за которую с небольшими перерывами провёл всю дальнейшую карьеру. Поначалу Лахонину не удалось закрепиться в составе «железнодорожников», поэтому в 1937 году он ненадолго перешёл в «Динамо Минск». В том же году сыграл за сборную Минска против Басконии в рамках турне последней по СССР. Уже на пятой минуте Лахонин открыл счёт, однако соперник сумел отыграться и выйти вперёд, в итоге баски выиграли со счётом 6:1. После возвращения в «Локомотив» Лахонин за два сезона провёл в клубе 41 матч и забил 13 голов.
В 1941 году сыграл за «Профсоюзы-1», команда была создана из временно расформированных московских клубов: «Локомотива», «Торпедо», «Металлурга» и «Крыльев Советов». Лахонин оставался с «Локомотивом» даже в период Великой Отечественной войны. Уже после войны в 1945 году «Локомотив» занял последнее место в чемпионате и был понижен в классе, тем не менее, через два года клуб вернулся в элиту. В 1950 году «Локомотив» снова вылетел из высшего дивизиона, в этом же году Лахонин получил звание заслуженного мастера спорта. Свой прощальный сезон Лахонин провёл в Классе Б, сыграл 14 матчей в чемпионате и два в Кубке.
Как игрок Лахонин был азартен, вынослив, тактически грамотен, имел сильный удар и точный удар с левой ноги, также отличался скоростью и трудолюбием.
В 1952 году окончил школу тренеров при ГЦОЛИФК. В 1952—1954 годах готовил клубные команды московского «Локомотива», затем до 1959 года работал в новосозданном московском ФШМ.
В 1960—1976 годах работал в Федерации футбола РСФСР. В 1966 году в одном матче возглавлял молодёжную сборную СССР.
В 1963 году получил звание Заслуженного тренера РСФСР.
В октябре-ноябре 1971 года тренировал казанский «Рубин».
Скончался 26 января 1980 года в Москве.